# Eupromus nigrovittatus
Eupromus nigrovittatus är en skalbaggsart som beskrevs av Maurice Pic 1930. Eupromus nigrovittatus ingår i släktet Eupromus och familjen långhorningar. Inga underarter finns listade i Catalogue of Life.